# 미할 오 플란나간

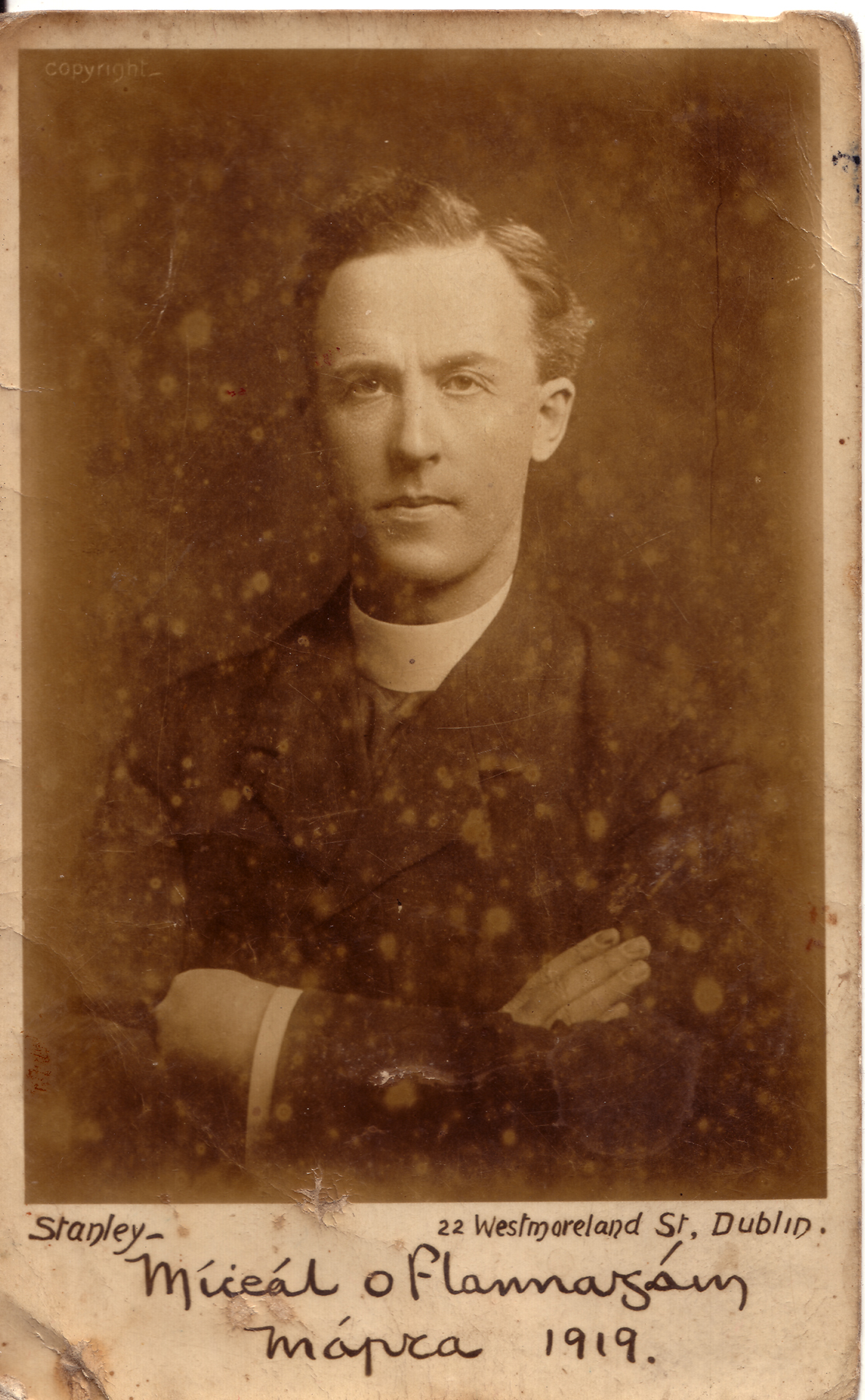

미할 오 플란나간 신부(아일랜드어: An tAthair Mícheál Ó Flannagáin 언 타하르 미할 오 플란나간, 영어: The Reverend Michael O'Flanagan 더 레버런드 마이클 오플래너건[*]: 1876년 8월 13일-1942년 8월 7일)는 아일랜드의 천주교 사제이며, 언어학자, 발명가, 역사학자, 정치인이다. 사회주의 성향의 아일랜드 공화주의자로서, 1910년에서 1912년까지 게일어 동맹의 미합중국 특사였고, 1917년 신페인당 대회에서 에이먼 데 벌레라 총재가 선출되었을 때 아서 그리피스와 공동으로 부총재를 맡았다. 1933년에서 1935년까지 신페인당 총재를 역임했다.